# Arthur Honegger (Journalist, 1979)

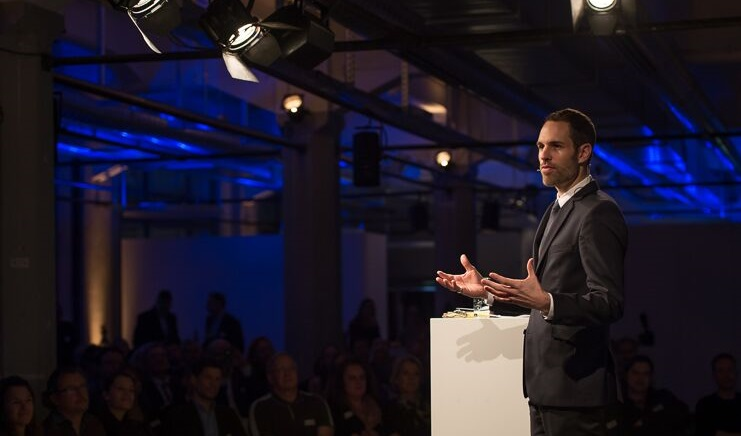
Arthur Honegger bei einem Referat in Zürich 2016.

Arthur Honegger (* 1979 in Davos) ist ein Schweizer Journalist, Moderator und Autor. Seit 2015 moderiert er das Nachrichtenmagazin 10vor10 beim Schweizer Radio und Fernsehen (SRF). Bekannt wurde er als langjähriger Korrespondent in den USA.

## Leben
Honegger studierte Publizistik und Politologie an der Universität Zürich und ist Absolvent der Ringier-Journalistenschule. Seit 2005 arbeitet er bei Schweizer Radio und Fernsehen (SRF), zunächst als Volontär und Reporter bei Schweiz Aktuell. 2008 wurde er SRF-Korrespondent in New York, wo er auch als Kolumnist der Zeitungen «Sonntag» («Stimme aus Amerika») sowie der «Aargauer Zeitung» («What‘s up, New York?») tätig war. 2011 übernahm er die Korrespondentenstelle in Washington, D.C. sowie die Leitung des Büros der SRG in der US-Hauptstadt. Seit 2016 präsentiert Arthur Honegger diverse Sondersendungen zum US-Wahlkampf bei SRF.
Seit September 2015 ist Honegger Gastgeber des Nachrichtenmagazins 10vor10, im Wechsel mit Wasiliki Goutziomitros, Urs Gredig und Eliane Leiser. Frühere Team-Kolleginnen waren Bigna Silberschmidt (bis 2025) Franziska Egli (bis 2022), Andrea Vetsch (bis 2020), Susanne Wille (bis 2020) und Daniela Lager (bis 2016). Honegger prägte bei 10vor10 unter anderem das Sendungsmotto «Der Blick hinter die Schlagzeilen». Neben der Präsentation der Sendung produzierte er auch mehrere Reportage-Serien: «Zukunftslabor Kalifornien» (2016) «Expedition Glück» (2019) sowie «Die Neuen bei Olympia» (2021).
Für die Online-Kanäle von SRF lancierte Arthur Honegger 2016 die Form des Erklärvideos mit einem Beitrag über das Wahlsystem der USA. In ähnlichem Stil legte er später unter anderem auch die Halbzeit-Wahlen dar sowie das Zweiparteiensystem und die Geschichte der TV-Debatten im amerikanischen Wahlkampf. Seit 2024 präsentiert er als Host für SRF auch Nachrichten auf Instagram und TikTok.
Für 3sat realisierte Honegger 2019 die vierteilige Dokumentarfilm-Reihe Mein Unbekanntes Amerika. 2023 produzierte er gemeinsam mit Regisseur Bruno Amstutz seine Dokumentation «Rebellen im Schnee», welche die Geschichte der Snowboard-Kultur in der Schweiz nachzeichnet.
Honegger ist neben seiner Arbeit für Zeitungen und Fernsehen bekannt für pointierte Stellungnahmen auf Social Media. Er ist verheiratet und Vater zweier Kinder.

## Bücher
- Abc4USA – Amerika verstehen, Stämpfli, Bern 2014, ISBN 978-3-7272-1367-0.
- mit Henna Honegger: Ach, Amiland!, Fotobildband, Stämpfli, Bern 2016, ISBN 978-3-7272-7898-3.